# Digor (meteoryt)
Digor – meteoryt żelazny należący do oktaedrytów średnioziarnistych klasyfikowany też jako III AB, znaleziony w 2006 roku w regionie autonomicznym  Sinciang w Chinach, 30 km na zachód od wsi Digor. Znaleziony został jeden fragment o masie 3,8 kg.